# Orla Johansen
Orla Johansen (født 16. maj 1912 i Svendborg, død 22. august 1998) var en dansk journalist og forfatter, der som forfatter først og fremmest gjorde sig gældende inden for krimigenren.
Han optrådte som forfatter under såvel sit eget navn som under pseudonym, hvor han anvendte navnene Leslie Clyde, Ronald Ferry og Sigurd Johansen.
Orla Johansen debuterede i 1945, vandt i 1966 Søndags B.T.'s konkurrence om den bedste danske kriminovelle og fik i 1974 Poe-klubbens pris med krimi-romanen Mordet fanger. Han har desuden skrevet flere artikler om bl.a. krimigenren i Jyllands-Posten.
Han udgav i 1987 sine erindringer med titlen Hvis De har en time til overs : journalistisk tilbageblik på mennesker, meninger og ting, der ikke kom i avisen.